# October Rust
October Rust ist das vierte Studioalbum von Type O Negative. Es erschien im August 1996.

## Hintergrund
Es ist das erste Album, bei dem Johnny Kelly als Schlagzeuger der Band genannt wird. Allerdings wurde das Schlagzeug auf dem Album programmiert. Auf dem Album sind mehr Balladen vorhanden als auf den Vorgängern. Der Doom Metal der vorausgegangenen Alben tritt in den Hintergrund. Auch ist ein Cover von Cinnamon Girl von Neil Young enthalten.
Erstmals verwendete die Band ein Scherzintro, Bad Ground, 38 Sekunden lang ist ein Brummton zu hören, als sei ein Kabel falsch oder nicht geerdet mit einem Verstärker verbunden. Die Titel 2 und 15 sind Spoken-Word-Aufnahmen, die Band äußert sich ironisch abwertend zu den Albumaufnahmen. Außerdem wurden, wie bereits auf Bloody Kisses, bei den Titeln Green Man, Red Water und Haunted abrupte Enden der Songs verwendet.

## Titelliste
Alle Titel wurden von Peter Steele geschrieben, außer wo angegeben.
| No.          | Titel | Länge |
| ------------ | --- | ----- |
| 1.           | Bad Ground | 0:38  |
| 2.           | Untitled | 0:21  |
| 3.           | Love You to Death | 7:08  |
| 4.           | Be My Druidess | 5:25  |
| 5.           | Green Man | 5:47  |
| 6.           | Red Water (Christmas Mourning) | 6:48  |
| 7.           | My Girlfriend's Girlfriend | 3:46  |
| 8.           | Die With Me | 7:12  |
| 9.           | Burnt Flowers Fallen | 6:09  |
| 10.          | In Praise of Bacchus | 7:36  |
| 11.          | Cinnamon Girl (Neil-Young-Cover) | 4:00  |
| 12.          | The Glorious Liberation of the People's Technocratic Republic of Vinnland by the Combined Forces of the United Territories of Europa | 1:07  |
| 13.          | Wolf Moon (Including Zoanthropic Paranoia)                                                                                           | 6:37  |
| 14.          | Haunted | 10:07 |
| 15.          | Untitled | 0:08  |
| Gesamtlänge: | Gesamtlänge: | 72:49 |

## Mitwirkende

### Gastmusiker
- Val Ium – Backing Vocals (auf In Praise of Bacchus)

### Produktion
- Mike Marciano – Tontechniker
- George Marino – Mastering
- Sagmeister Inc. – Albumcover
- Tim Fitzharris – Fotografie
- Joseph Cultice – Fotografie
- Tobias Frere Jones – Typografie
- Laura Michaels – Design

## Rezeption

### Rezensionen
October Rust wurde von Kritikern positiv aufgenommen. 2017 zählte Bill Ward von Black Sabbath October Rust zu seinen liebsten Metalalben aller Zeiten, er nannte es auf Platz sechs.

### Charts und Chartplatzierungen
| ChartsChartplatzierungen       | Höchstplatzierung | Wochen |
| ------------------------------ | ----------------- | ------ |
| Deutschland (GfK)              | 5 (13 Wo.)        | 13     |
| Österreich (Ö3)                | 8 (10 Wo.)        | 10     |
| Schweiz (IFPI)                 | 46 (2 Wo.)        | 2      |
| Vereinigtes Königreich (OCC)   | 26 (2 Wo.)        | 2      |
| Vereinigte Staaten (Billboard) | 42 (8 Wo.)        | 8      |

### Auszeichnungen für Musikverkäufe
| Land/Region               | Auszeichnungen für Musikverkäufe (Land/Region, Auszeichnung, Verkäufe) | Verkäufe |
| ------------------------- | ---------------------------------------------------------------------- | -------- |
| Vereinigte Staaten (RIAA) | Gold                                                                   | 500.000  |
| Insgesamt                 | 1× Gold ·                                                              | 500.000  |